# Topsham, Maine
Topsham är en kommun (town) i Sagadahoc County i delstaten  Maine, USA, med 9 560 invånare (2020). Den har enligt United States Census Bureau en area på totalt 92 km² varav 9 km² är vatten.